# Championnats du monde de triathlon longue distance
Ne doit pas être confondu avec Championnats du monde de triathlon.
Les championnats du monde de triathlon longue distance ont lieu chaque année depuis 1994, le triathlon international de Nice sert de support à la 1re édition. La compétition se déroule sur distance L ou XL. Ces championnats sont organisés par la Fédération internationale de triathlon (World Triathlon).

## Histoire
Après avoir organisé et reçu les meilleurs spécialistes de l'époque pour les premiers championnats du monde de triathlon courte distance de la Fédération internationale de triathlon en 1989 à Avignon, la Fédération française de triathlon (FFTri) à l'instar de son ancêtre le CONADET, organise à Nice les premiers championnats du monde longue distance. 
Le 26 juin 1994  en prenant pour support le triathlon international de Nice se déroule sous des conditions climatiques à la limite de la catastrophe l'édition inaugurale de ce championnat. Dans la nuit du 25 au 26, des masses d'eaux assorties d'une minitempête s'abattent sur la ville, le parc à vélo et le matériel des concurrents se retrouvent à terre et des dizaines de bénévoles passent la nuit à le remettre en état. La pluie a également transporté de nombreux agrégats sur les routes du parcours cycliste et malgré le passage d'engins de nettoyage, les routes sont devenues plus dangereuses. Au matin de l'épreuve, la pluie a cessé mais la houle forme en mer des creux de plus de deux mètres et compromettent l’épreuve natation. Après le départ de la vague élite, les responsables de la sécurité craignent pour la sécurité des triathlètes et s'opposent au départ des classes d'âges. cependant, Didier Lehénaff, membre du comité exécutif de la fédération internationale, passe outre cette opposition et autorise le départ.
Au terme d'une course épique qui voit près de 400 abandons sur les presque 1 000 compétiteurs engagés, de nombreuses chutes, des triathlètes perdus sur les routes, les marquages aux sols étant effacés par la pluie, les contrôles informatiques rendus défaillant par l'eau tombée sur les ordinateurs du chronométreur officiel et qui laissent penser à un manque total d'organisation de la fédération, six triathlètes montent malgré tout sur les podiums hommes et femmes, pour devenir les premiers champions du monde de triathlon longue distance. Le Néerlandais Rob Barel à 36 ans inaugure ce palmarès, suivi de l'Allemand Lothar Leder et du Français Yves Cordier pour les hommes. Pour les femmes, la Française Isabelle Mouthon-Michellys survole malgré les intempéries la compétition et ouvre le palmarès devant l'Américaine Karen Smyers et une autre Française, Lydie Reuzé qui malgré deux chutes et une crevaison à vélo, prend la troisième place de l'édition qui inaugure ce championnat du monde.

## Palmarès

### Hommes
| Année | Or                          | Argent                | Bronze                    |
| ----- | --------------------------- | --------------------- | ------------------------- |
| 1994  | Rob Barel                   | Lothar Leder          | Yves Cordier              |
| 1995  | Simon Lessing               | Luc Van Lierde        | Peter Reid                |
| 1996  | Greg Welch                  | Luc Van Lierde        | Spencer Smith             |
| 1997  | Luc Van Lierde              | Rob Barel             | Jean-Christophe Guinchard |
| 1998  | Luc Van Lierde              | Rob Barel             | Peter Sandvang            |
| 1999  | Peter Sandvang              | Torbjørn Sindballe    | Massimo Guadagni          |
| 2000  | Peter Sandvang              | Cyrille Neveu         | François Chabaud          |
| 2001  | Peter Sandvang              | Rasmus Henning        | Jonas Colting             |
| 2002  | Cyrille Neveu               | Torbjørn Sindballe    | Rutger Beke               |
| 2003  | Eneko Llanos                | Rutger Beke           | Xavier Le Floch           |
| 2004  | Torbjørn Sindballe          | Jonas Colting         | Marino Vanhoenacker       |
| 2005  | Viktor Zyemtsev             | Marino Vanhoenacker   | Xavier Le Floch           |
| 2006  | Torbjørn Sindballe          | Craig Alexander       | Marino Vanhoenacker       |
| 2007  | Julien Loy                  | Xavier Le Floch       | Sébastien Berlier         |
| 2008  | Julien Loy                  | François Chabaud      | Martin Jensen             |
| 2009  | Timothy O'Donnell           | Sylvain Sudrie        | Martin Jensen             |
| 2010  | Sylvain Sudrie              | Timothy O'Donnell     | François Chabaud          |
| 2011  | Jordan Rapp                 | Joseph Gambles        | Sylvain Sudrie            |
| 2012  | Chris McCormack             | Eneko Llanos          | Dirk Bockel               |
| 2013  | Bertrand Billard            | Terenzo Bozzone       | Dirk Bockel               |
| 2014  | Bertrand Billard            | Sylvain Sudrie        | Cyril Viennot             |
| 2015  | Cyril Viennot               | Martin Jensen         | Joe Skipper               |
| 2016  | Sylvain Sudrie              | Cyril Viennot         | Matt Chrabot              |
| 2017  | Lionel Sanders              | Joshua Amberger       | Joseph Gambles            |
| 2018  | Pablo Dapena González       | Ruedi Wild            | Marko Albert              |
| 2019  | Francisco Javier Gómez Noya | Pablo Dapena González | Jaroslav Kovačič          |
| 2021  | Kristian Høgenhaug          | Jesper Svensson       | Reinaldo Colucci          |
| 2022  | Pierre Le Corre             | Florian Angert        | Frederic Funk             |
| 2023  | Clément Mignon              | Antonio Benito López  | Matt Trautman             |
| 2024  | Antonio Benito López        | Steven Mckenna        | Louis Naeyaert            |
| 2025  | Antonio Benito López        | Dylan Magnien         | William Draper            |

### Femmes
| Année | Or                   | Argent               | Bronze                  |
| ----- | -------------------- | -------------------- | ----------------------- |
| 1994  | Isabelle Mouthon     | Karen Smyers         | Lydie Reuzé             |
| 1995  | Jenny Rose           | Ute Schäfer          | Ines Estedt             |
| 1996  | Karen Smyers         | Sophie Delemer       | Suzanne Nielsen         |
| 1997  | Ines Estedt          | Isabelle Mouthon     | Virginia Berasategui    |
| 1998  | Rina Hill            | Lena Wahlqvist       | Megumi Shigaki          |
| 1999  | Suzanne Nielsen      | Joanne King          | Jasmine Hämmerle        |
| 2000  | Isabelle Mouthon     | Natascha Badmann     | Daniela Locarno         |
| 2001  | Lisbeth Kristensen   | Lena Wahlqvist       | Suzanne Nielsen         |
| 2002  | Ines Estedt          | Kathleen Smet        | Virginia Berasategui    |
| 2003  | Virginia Berasategui | Ana Burgos           | Sione Jongstra          |
| 2004  | Tamara Kozulina      | Lisbeth Kristensen   | Sione Jongstra          |
| 2005  | Kathleen Smet        | Mirinda Carfrae      | Tiina Boman             |
| 2006  | Bella Comerford      | Edith Niederfriniger | Johanna Daumas          |
| 2007  | Leanda Cave          | Erika Csomor         | Catriona Morrison       |
| 2008  | Chrissie Wellington  | Charlotte Kolters    | Yvonne van Vlerken      |
| 2009  | Jodie Swallow        | Rebekah Keat         | Delphine Pelletier      |
| 2010  | Caroline Steffen     | Yvonne van Vlerken   | Virginia Berasategui    |
| 2011  | Rachel Joyce         | Leanda Cave          | Meredith Kessler        |
| 2012  | Caroline Steffen     | Camilla Pedersen     | Jodie Swallow           |
| 2013  | Melissa Hauschildt   | Camilla Pedersen     | Rachel McBride          |
| 2014  | Camilla Pedersen     | Kaisa Lehtonen       | Andrea Hewitt           |
| 2015  | Mary Beth Ellis      | Camilla Pedersen     | Kaisa Lehtonen          |
| 2016  | Jodie Swallow        | Caroline Steffen     | Rachel McBride          |
| 2017  | Sarah Crowley        | Helle Frederiksen    | Heather Wurtele         |
| 2018  | Helle Frederiksen    | Bárbara Riveros Díaz | Annabel Luxford         |
| 2019  | Alexandra Tondeur    | Judith Corachán      | Anna Noguera            |
| 2021  | Sarissa De Vries     | Manon Genêt          | Michelle Vesterby       |
| 2022  | Lucy Charles-Barclay | Emma Pallant         | Sarissa De Vries        |
| 2023  | Marjolaine Pierré    | Sara Svensk          | Gurutze Frades Larralde |
| 2024  | Charlène Clavel      | Marta Łagownik       | Julie Iemmolo           |
| 2025  | Marjolaine Pierré    | Marta Łagownik       | Charlène Clavel         |

## Lieux des épreuves et tableau des médailles
| Année | Date         | Ville           | Distances course (kilomètres) | Distances course (kilomètres) | Distances course (kilomètres) |
| Année | Date         | Ville           | Natation                      | Vélo                          | Course à pied                 |
| ----- | ------------ | --------------- | ----------------------------- | ----------------------------- | ----------------------------- |
| 1994  | 26 juin      | Nice            | 4                             | 120                           | 32                            |
| 1995  | 1er octobre  | Nice            | 4                             | 120                           | 32                            |
| 1996  | 7 septembre  | Muncie          | 1.9                           | 90                            | 21.6                          |
| 1997  | 8 juin       | Nice            | 4                             | 120                           | 30                            |
| 1998  | 5 septembre  | Sado            | 3                             | 136                           | 28                            |
| 1999  | 11 juillet   | Säter           | 4                             | 120                           | 30                            |
| 2000  | 18 juin      | Nice            | 4                             | 120                           | 30                            |
| 2001  | 5 août       | Fredericia      | 3.8                           | 180                           | 42                            |
| 2002  | 22 septembre | Nice            | 4                             | 120                           | 30                            |
| 2003  | 1er mai      | Ibiza           | 4                             | 120                           | 30                            |
| 2004  | 3 juillet    | Säter           | 4                             | 120                           | 30                            |
| 2005  | 7 août       | Fredericia      | 4                             | 120                           | 30                            |
| 2006  | 19 novembre  | Canberra        | 4                             | 120                           | 30                            |
| 2007  | 15 juillet   | Lorient         | 3                             | 80                            | 20                            |
| 2008  | 31 août      | Almere          | 4                             | 120                           | 30                            |
| 2009  | 25 octobre   | Perth           | 3                             | 80                            | 20                            |
| 2010  | 31 juillet   | Immenstadt      | 4                             | 130                           | 30                            |
| 2011  | 5 novembre   | Henderson       | 4                             | 120                           | 30                            |
| 2012  | 5 novembre   | Vitoria-Gasteiz | 4                             | 120                           | 30                            |
| 2013  | 1er juin     | Belfort         | 0                             | 87                            | 29,5                          |
| 2014  | 21 septembre | Weihai          | 4                             | 120                           | 20                            |
| 2015  | 27 juin      | Motala          | 1,5                           | 120                           | 20                            |
| 2016  | 24 septembre | Oklahoma        | 4                             | 120                           | 30                            |
| 2017  | 27 août      | Penticton       | 3                             | 120                           | 30                            |
| 2018  | 14 juillet   | Fyn             | 3                             | 121,5                         | 30,7                          |
| 2019  | 4 mai        | Pontevedra      | 1,5                           | 113                           | 30                            |
| 2021  | 12 septembre | Almere          | 3,8                           | 180                           | 42                            |
| 2022  | 21 août      | Samorin         | 2                             | 80                            | 18                            |
| 2023  | 7 mai        | Ibiza           | 3                             | 116                           | 30                            |
| 2024  | 25 août      | Townsville      | 3                             | 114                           | 30                            |
| 2025  | 29 juin      | Pontevedra      |                               |                               |                               |

| Rg.              | Pays             | Médaille d'or, Coupe du Monde | Médaille d'argent, Coupe du Monde | Médaille de bronze, Coupe du Monde |     |
| ---------------- | ---------------- | ----------------------------- | --------------------------------- | ---------------------------------- | --- |
| 1                | France           | 15                            | 10                                | 13                                 | 38  |
| 2                | Danemark         | 10                            | 10                                | 6                                  | 26  |
| 3                | Royaume-Uni      | 8                             | 2                                 | 5                                  | 15  |
| 4                | Espagne          | 6                             | 5                                 | 5                                  | 16  |
| 5                | Australie        | 5                             | 7                                 | 3                                  | 15  |
| 6                | Belgique         | 4                             | 5                                 | 4                                  | 13  |
| 7                | États-Unis       | 4                             | 2                                 | 2                                  | 8   |
| 8                | Pays-Bas         | 2                             | 3                                 | 4                                  | 9   |
| 9                | Allemagne        | 2                             | 3                                 | 2                                  | 7   |
| 10               | Suisse           | 2                             | 3                                 | 1                                  | 6   |
| 11               | Ukraine          | 2                             |                                   |                                    | 2   |
| 12               | Nouvelle-Zélande | 1                             | 1                                 |                                    | 2   |
| 13               | Canada           | 1                             |                                   | 4                                  | 5   |
| 14               | Suède            |                               | 5                                 | 1                                  | 6   |
| 15               | Finlande         |                               | 1                                 | 2                                  | 3   |
| 15               | Italie           |                               | 1                                 | 2                                  | 3   |
| 17               | Pologne          |                               | 2                                 |                                    | 2   |
| 18               | Chili            |                               | 1                                 |                                    | 1   |
| 18               | Hongrie          |                               | 1                                 |                                    | 1   |
| 20               | Luxembourg       |                               |                                   | 2                                  | 2   |
| 21               | Afrique du Sud   |                               |                                   | 1                                  | 1   |
| 21               | Autriche         |                               |                                   | 1                                  | 1   |
| 21               | Brésil           |                               |                                   | 1                                  | 1   |
| 21               | Estonie          |                               |                                   | 1                                  | 1   |
| 21               | Japon            |                               |                                   | 1                                  | 1   |
| 21               | Slovénie         |                               |                                   | 1                                  | 1   |
| Total 26 nations | Total 26 nations | 62                            | 62                                | 62                                 | 186 |